# کوراسه
کوراسه (به لاتین: Korase) یک منطقهٔ مسکونی در سری‌لانکا است که در استان غربی، سری‌لانکا واقع شده‌است.